# Lara Magoni
Lara Magoni (Alzano Lombardo, 29 gennaio 1969) è una politica, ex sciatrice alpina e dirigente sportiva italiana.
Durante la sua carriera sciistica vinse una medaglia d'argento iridata e la Coppa Europa nel 1992; in politica è stata senatrice della Repubblica Italiana, dal 2018 al 2023 assessore regionale al Turismo, Marketing territoriale e Moda nella giunta regionale della Lombardia e dal 2024 è europarlamentare.

## Biografia

### Carriera sciistica

#### Stagioni 1986-1993
Originaria di Selvino, Lara Magoni è stata un'atleta polivalente a inizio carriera, per poi specializzarsi nello slalom speciale. Debuttò in campo internazionale ai Mondiali juniores di Bad Kleinkirchheim 1986 e in Coppa del Mondo ottenne il primo risultato di rilievo il 12 dicembre 1990 nello slalom speciale disputatosi in Val Zoldana, giungendo 15ª. In seguito continuò a ottenere buoni piazzamenti, pur essendo costretta a perdere alcune stagioni agonistiche a causa di gravi infortuni (rottura del tendine d'Achille per tre volte e diverse fratture).
Esordì ai Giochi olimpici invernali ad Albertville 1992, dove si classificò 12ª nello slalom speciale e non concluse lo slalom gigante; in quella stessa stagione 1991-1992 vinse la Coppa Europa, 18 anni dopo la prima vittoria italiana in questa competizione di Elena Matous. L'anno dopo arrivò il debutto iridato: a Morioka 1993 fu 16ª nello slalom gigante e 20ª nello slalom speciale.

#### Stagioni 1994-2000
Ai XVII Giochi olimpici invernali di Lillehammer 1994 si classificò 7ª nello slalom gigante e 16ª nello slalom speciale; il 4 marzo 1996 conquistò la sua ultima vittoria in Coppa Europa, a Champoluc in slalom gigante. Nella stagione 1996-1997 ottenne in slalom speciale tutti i suoi 4 podi in Coppa del Mondo: il primo fu il 3º posto del 4 gennaio a Maribor, l'ultimo il 16 marzo a Vail, sua unica vittoria; a fine stagione risultò 17ª nella classifica generale e 4ª in quella di slalom speciale. Il successo in Coppa del Mondo era stato preceduto di pochi giorni dal risultato più prestigioso della sua carriera, la medaglia d'argento vinta, dietro alla compagna di squadra Deborah Compagnoni, ai Mondiali di Sestriere sempre in slalom speciale.
Ai XVIII Giochi olimpici invernali di Nagano 1998, sua ultima presenza olimpica, chiuse lo slalom speciale al 15º posto; l'11 dicembre dello stesso anno ottenne l'ultimo podio in Coppa Europa, a Sankt Sebastian in slalom speciale (2ª). Nel 1999 ai Mondiali di Vail/Beaver Creek si congedò dalla prove iridate con il 25º posto nello slalom speciale; si ritirò dall'attività agonistica all'inizio della stagione 1999-2000 e la sua ultima gara in carriera fu lo slalom speciale di Coppa del Mondo disputato a Sestriere il 12 dicembre, chiuso al 27º posto.

### Carriera dirigenziale
Nel 2001 Magoni entrò nel consiglio federale della Federazione italiana sport invernali (FISI), occupandosi di relazioni pubbliche per il settore femminile dello sci alpino, e nel 2005 divenne presidente della Commissione nazionale atleti del CONI; nell'aprile del 2009 fu rieletta per il terzo mandato che terminò nell'aprile del 2013.

### Carriera politica
Nel 2009 si è candidata al consiglio comunale di Bergamo nella lista civica collegata a Franco Tentorio, senza risultare eletta.
Alle elezioni regionali in Lombardia del 2013 è stata eletta consigliera regionale della Lombardia nella Lista Maroni Presidente (lista civica, composta da personalità esterne alla politica: questa lista era collegata alla Lega Nord e alla coalizione di centrodestra). Lara Magoni durante il suo mandato come consigliera regionale dal 2013 al 2018 è stata membro della commissione Attività produttive e occupazione, membro della commissione Cultura, istruzione, formazione, comunicazione e sport, membro della commissione Situazione carceraria in Lombardia, membro della commissione Sanità e politiche sociali, quindi è stata vicepresidente della commissione Ambiente e protezione civile. Il 21 gennaio 2018 ha lasciato, assieme alla collega consigliera regionale Maria Teresa Baldini (eletta nel 2013 nella circoscrizione provinciale di Milano), la lista civica di Maroni (il quale ha lasciato la politica attiva) per aderire a Fratelli d'Italia.

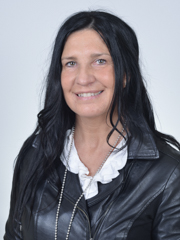
Ritratto di Magoni eletta senatrice nel 2018

Alle elezioni politiche del 2018 è stata eletta al Senato della Repubblica, nelle liste di Fratelli d'Italia nella circoscrizione Lombardia. Contestualmente, sempre nelle liste di Fratelli d'Italia, è stata eletta consigliera regionale in provincia di Bergamo, alle elezioni regionali lombarde. Il 29 marzo 2018 viene nominata assessore regionale al Turismo, Marketing territoriale e Moda nella giunta regionale di Attilio Fontana; il 10 luglio 2018 si è pertanto dimessa dalla carica di senatrice e le è subentrato Gianpietro Maffoni.
Alle elezioni politiche anticipate del 25 settembre 2022 viene candidata da Fratelli d'Italia per la Camera dei deputati nel collegio plurinominale di Treviglio - Bergamo in quarta posizione, senza risultare eletta. Alle elezioni regionali in Lombardia del 2023 è candidata con FdI nella circoscrizione di Bergamo e ha ottenuto circa 8.000 preferenze risultando rieletta; nella nuova giunta regionale non è più assessore ma sottosegretario con delega a sport e giovani.
Nel maggio del 2024, in occasione delle elezioni europee, viene candidata nella lista di Fratelli d'Italia per la circoscrizione nord-occidentale: con 20.403 preferenze si piazza al quinto posto risultando eletta.

### Altre attività
È testimonial UNICEF.

## Vicende giudiziarie
A giugno 2018 viene indagata per voto di scambio nell’ambito dell’inchiesta sulle carceri di Bergamo.

## Palmarès

### Mondiali
- 1 medaglia:
  - 1 argento (slalom speciale a Sestriere 1997)

### Coppa del Mondo
- Miglior piazzamento in classifica generale: 17ª nel 1997
- 4 podi (tutti in slalom speciale):
  - 1 vittoria
  - 1 secondo posto
  - 2 terzi posti

#### Coppa del Mondo - vittorie
| Data          | Località | Paese       | Specialità |
| ------------- | -------- | ----------- | ---------- |
| 16 marzo 1997 | Vail     | Stati Uniti | SL         |

Legenda:

SL = slalom speciale

### Coppa Europa
- Vincitrice della Coppa Europa nel 1992
- 2 podi (dati dalla stagione 1994-1995):
  - 1 vittoria
  - 1 secondo posto

#### Coppa Europa - vittorie
| Data         | Località  | Paese  | Specialità |
| ------------ | --------- | ------ | ---------- |
| 4 marzo 1997 | Champoluc | Italia | GS         |

Legenda:

GS = slalom gigante

### Campionati italiani
- 8 medaglie[23]:
  - 2 ori (slalom speciale nel 1997; slalom speciale nel 1998)
  - 3 argenti (slalom gigante nel 1996; slalom gigante, combinata nel 1997)
  - 3 bronzi (slalom gigante nel 1991; slalom speciale nel 1992; slalom speciale nel 1994)